# Cristian Montaño
Cristian Alexis Montaño Castillo (Cali, 11 dicembre 1991) è un calciatore colombiano, attaccante del Livingston.

## Biografia
Nato a Cali, ma trasferitosi con la famiglia a Londra in giovane età, a dodici anni entra nel settore giovanile del West Ham Utd.
Nel dicembre del 2013 fu accusato di stupro insieme a due suoi amici nei confronti di una donna a Romford; il verdetto del giudice non fu mai emesso e dunque il caso andò in prescrizione.

## Caratteristiche tecniche
È un attaccante molto duttile e può essere schierato come punta pura o anche come ala o terzino offensivo.

## Palmarès

### Club

#### Competizioni nazionali
- Scottish Challenge Cup: 1

Livingston: 2024-2025